# Herbert Luck North
Herbert Luck North (* 1871 in Leicester; † 9. Februar 1941) war ein britischer Architekt, der vor allem von 1900 bis 1940 in Wales aktiv war.

## Leben
North studierte am Jesus College der University of Cambridge und erhielt dort einen Bachelor of Arts. North ging nun nach London und wurde Assistent des Architekten Edwin Lutyens.
Als er sich in Llanfairfechan niederließ, begann er sich für die alten Gebäude der Umgebung, besonders in Snowdonia, zu interessieren. North veröffentlichte mehrere Bücher zu dem Thema. Im 1897 heiratete er Ida Maude Davies. Aus der Ehe ging eine Tochter hervor.
Von North angefertigte Entwürfe und Zeichnungen sowie Fotografien seiner Arbeit sind heute als The Herbert L. North Collection in Besitz des National Monuments Record of Wales der Royal Commission on the Ancient and Historical Monuments of Wales. Die Sammlung umfasst mehr als 160 einzelne Stücke. Das von ihm 1900 gebaute Haus Wern Isaf ist als Grade II* auf der Statutory List of Buildings of Special Architectural or Historic Interest gelistet.

## Veröffentlichungen
- The old churches of Arllechwedd (1906)
- The old cottages of Snowdonia (1908, zusammen mit Henry Harold Hughes)
- The Old Churches of Snowdonia (1924, zusammen mit Henry Harold Hughes)